# Угра (національний парк)
Національний парк «Угра» (рос. Национальный парк «Угра») — національний парк розташований на теренах Юхновського, Ізносковського, Дзержинського, Перемишльського, Бабинінського і Козельського районів  Калузької області Росії. Природоохоронна територія займає долини річок Угра, Жиздра, Висса і Ока. Парк заснували 10 лютого 1997 року. З 2002 року — це біосферний резерват ЮНЕСКО.
Загальна площа парку становить 98 623 га (з них: 43 922 га — землі лісового фонду, 1 326 га — водний фонд, 53 375 га — землі без вилучення).
Парк складається з трьох частин — Угранська (Угорська в російському варіанті) (64 184 га), Воротинська (3 171 га) і Жиздринська (31 268 га), і трьох окремих кластерів. Охоронна зона навколо парку становить 46 109 га.

## Особливості парку
- Долинний характер території, головними осями якої є річки Угра, Жиздра і Ока.
- Значна протяжність парку. Він перетинає вузькою пунктирною смугою всю територію області.
- Національний парк «Угра» розташований на давно освоєних землях.
- Автомагістралі, які перетинають територію парку, роблять його доступним в будь-яку пору року.
- Територія парку розташована неподалік великих населених пунктів, а також близько до Москви.
- Поєднання на території парку різних ландшафтних провінцій, мозаїчність фізико-географічних умов і природно-територіальних комплексів.
- Багато об'єктів історико-культурної спадщини, які мають тісний зв'язок з історією та еволюцією природних комплексів.
- Багатство та різноманіття історично сформованих культурних ландшафтів.
- У межах парку розташовані ключові орнітологічні території міжнародного значення «Долина Жиздри» і «Тишівська далечінь», а також дві території регіонального значення — «Залідовські луки» і «Галкинське болото».
- До складу парку входять 20 пам'яток природи регіонального значення.

## Географія

### Рельєф
Сучасний рельєф і ландшафти території парку є наслідком Окського і Московського зледеніння четвертинного періоду, а також пов'язані з особливостями тектонічної будови цієї ділянки. Зокрема, на формування рельєфу і гідрографії території вплинула Калузько-Бєльська глибинна тектонічна структура, а також Козельське локальне підняття в кам'яновугільних відкладах. Територія національного парку розташована в межах двох фізико-географічних провінцій: Смоленсько-Московської (Угранська ділянка) та Середньоросійської (Жиздринська і Воротинська ділянки).

### Клімат
Клімат національного парку «Угра» помірно континентальний з чітко вираженою сезонністю. Характерні ознаки клімату: тепле літо, помірно холодна зі стійким сніговим покривом зима і добре виражені, але менш тривалі перехідні періоди — навесні і восени. Географічне положення парку є визначальним у різноманітності кліматичних умов.
Середня річна температура повітря останніх трьох десятиліть плюсова і становить +5,0 …+5,5°С, що на 0,7°С вище кліматичної норми. Найхолодніший місяць року — лютий, з температурою повітря −7 … −8°С. Найнижчу температуру за весь період спостережень зафіксували в січні 1940 року (-42…-48°С). У низинних та захищених від вітру місцях абсолютний мінімум сягав −48…-52°С. Липень — найтепліший місяць року . Середня температура цього місяця коливається близько 18°С. В деякі роки в спекотні дні максимальна температура повітря досягала +36…+39°С.
Середньорічна кількість опадів становить 650—700 мм. Територія національного парку належить до зони достатнього зволоження. Максимальна висота снігового покриву наприкінці лютого становить від 20 до 30 см. У парку переважають південні та південно-західні вітри в холодну пору року і північні та західні в теплу.

### Водні об'єкти
Поверхневі води займають близько 3 % загальної площі національного парку, серед них річки, невеликі озера і болота. Територією протікає близько 90 річок, річечок і струмків довжиною не менше 1 км, їх загальна довжина в межах парку — більше 530 км. Всі вони належать до басейну Каспійського моря (р. Волга). Головні річки — Угра і Жиздра — ліві притоки р. Оки в її верхів'ї.
Найбільша річка — Угра, площа басейну 15 700 км кв. Довжина — 399 км, витоки розташовані в Смоленській області. Протяжність Угри в межах Калузької області — 162 км, з них в межах парку — 152 км. Долина річки заплавна, Ширина заплави становить 1-2 км, ширина долини в нижній течії досягає 3,5 км, ширина русла в нижній течії 70-80 м. Глибини в межень на перекатах становить 40-60 см, на плесах — до 4 м. Середня швидкість течії води — 0,4-0,6 м/с.

### Рослинний світ
Загальна залісненість території національного парку «Угра» становить близько 63 %. Домінуючими породами тут є: сосна (37 % площі вкритих лісом земель), ялина (22 %), береза (21 %), осика (9 %), дуб (7 %), ясен (2 %).
Територія Угранської ділянки належить до зони змішаних лісів і перебуває в болотно-лісовому ялицево-дубовому окрузі (північно-західна частина) і лісовому ялицево-дубовому окрузі (південно-східна частина).
Жиздринська ділянка парку розташована також в зоні змішаних лісів. Долина річки Жиздра виступає різкою природною межею між лівобережними ландшафтами Мещовського опілля, практично суцільно розораними, і залесеними зандровими рівнинами — на правобережжі.
Територія національного парку є унікальною в ботаніко-географічному плані. Сьогодні в парку нараховує 1 142 види судинних рослин (близько 960 з них аборигенні), що становить близько 90 % природної флори Калузької області. Всі рослинні угруповання, які є в регіоні, представлені тут.
Значна протяжність території з півночі на південь (понад 100 км) помітно впливає на зміну рослинних комплексів.
У національному парку «Угра» нараховує 140 видів рослин, внесених в регіональну Червону книгу, близько 30 з них можна зустріти тільки тут. Серед них: багатоніжка звичайна, венечнік гіллясте, молодило руське, фіалка персиколиста або ставкова, водяний горіх тощо. До Червоної книги РФ внесено 6 видів рослин. Це ковила периста, зозулині черевички справжні, булатка довголиста, пальчатокорінник балтійський, зозулинець шоломоносний, неотіанта каптурувата. Зозулині черевички справжні внесені також до списку Міжнародного союзу охорони природи.

### Тваринний світ
Серед тварин національного парку «Угра» зустрічається близько 90 % видового різноманіття регіону. На даний час тут налічується понад 300 видів хребетних тварин. З них 20 % живуть на межі свого ареалу. Поєднання декількох географічних зон в межах парку зумовлює змішаний характер фауни. Тут зустрічаються тайгові, середньоєвропейські і степові види. Це і визначає високий ступінь видового біологічного різноманіття.
На теренах парку живуть: 2 види круглоротих, 33 види риб, 11 видів земноводних, 5 видів плазунів, 210 видів птахів (25 % — перелітні) і 52 види ссавців. Майже 40 % видів тварин розмножуються на території парку.
До списку рідкісних і зникаючих видів Калузької області внесено 1 вид круглоротих, 5 видів риб, 54 види птахів і 12 видів ссавців. З хребетних тварин 20 видів занесені до Червоної книги РФ. Це — бистрянка звичайна або руська, бабець звичайний, європейська чорношия гагара, чорний лелека, скопа, лунь степовий, орлан-білохвіст, великий підорлик, малий підорлик, могильник, беркут, змієїд, сапсан, кулик-сорока, великий кульон, пугач звичайний, середній строкатий дятел, сірий сорокопуд, хохуля руська, вечірниця велетенська. Крім того, 20 видів хребетних внесені до списку Міжнародного союзу охорони природи (МСОП).
Фауна безхребетних у межах парку за попередніми оцінками налічує кілька тисяч видів. Серед вивчених видів 8 занесені до Червоної книги РФ, а 22 види внесли до списку рідкісних місцевого значення.

## Туризм
У національному парку «Угра» спеціально для туристів створена мережа екологічних маршрутів, облаштовані екологічні стежки, обладнані туристські стоянки, наметові автокемпінги, екологічні бази.
- Одноденні екскурсійні програми:

 — «По місцях Великого стояння» — Калуга — Спасо-Воротинський монастир — с. Воротинськ — пам'ятник Стоянню на Угрі — Тихонова Пустинь — с. Дворці — Калуга. Пратяжність 85 км. Маршрут кільцевий. Вартість для групи з 10 осіб — 1000 рублів.
 — «Пушкін і Мятлєв на Калузькій землі» — с. Галкіно — с. Люблінка (відвідування приватного музею російського побуту або музею-садиби Гончарових на вибір). Протяжність 70 км. Вартість для групи з 10 осіб — 900 рублів.
 — «Річка Угра в історії ВВв» — Калуга — музей ген. Єфремова, Павловський плацдарм, воєнно-меморіальна стежка «Русиновський берег», командний пункт в с. Козловка (якщо вистачить часу). Протяжність 200 км (автомобіль), 3 км (піший). Вартість для групи з 10 осіб — 1400 рублів.
 — "Екологічна стежка «Чортове городище». Протяжність 7 км. Вартість для групи з 10 осіб — 1200 рублів.
 — «Володіння князів Воротинських» — Калуга — Інформаційно-прсвітницький центр «Зелений Луч» — с. Спас (Спасо-Воротинський монастир) — с. Воротинськ. Протяжність 69 км. Вартість для групи з 10 осіб — 650 рублів.
- Дводенні екскурсійні програми.

 — «Літописна Угра» — Калуга — ІПЦ «Зелений луч» — Спасо-Воротинський монастир — приватний музей ляльок «Берегиня» — с Палатки, екостежка «Околиці древнього Опакова» — с. Ніколо-Лєнивець, городище Ніколо-Лєнивець. Вартість для групи з 10 осіб — 3800 рублів.
 — «Історія і природа Козельського краю» — Калуга — ІПЦ «Зелений луч» — Спасо-Воротинський монастир — с. Воротинське — с. Перемишль (музей «Білого Аіста»), база Отрада (або Березова роща) — музей «Козельські засіки» — урочище Чортове городище — Калуга. Вартість для групи з 10 осіб — 3250 рублів.
Адреса: Приміське лісництво, буд. 3-А, м. Калуга, 248007.